# Don Balón
Don Balón es un medio de comunicación que nació como revista deportiva semanal editada en España el 7 de octubre de 1975 por la empresa Editorial Don Balón, S. A., con sede en la ciudad de Barcelona. Después de 36 años en el mercado, Don Balón cesa la publicación en papel el 6 de septiembre de 2011. Durante 26 años, desde 1976 a 2010, la revista celebró el Premio Don Balón. Dicha gala premiaba de manera anual al mejor jugador español, el mejor jugador extranjero, el mejor árbitro y el jugador avance en LaLiga. Estos premios cesaron con el cierre de la revista impresa en el año 2011. 
El 10 de marzo de 2015, la revista es relanzada de manera digital. Su contenido está especializado en fútbol. Posee actualmente ediciones en Argentina, Guatemala, Ecuador, Uruguay, Venezuela, Chile, Colombia, México, Bulgaria, Bolivia, Paraguay, Estados Unidos, Perú, Costa Rica y España.

## Historia
El 7 de octubre de 1975, se publica por primera vez una edición impresa de Don Balón. A partir de dicha fecha, Don Balón,  es publicada como una revista deportiva de circulación semanal. Siendo su principal enfoque el fútbol, Don Balón rápidamente se posiciona como la revista deportiva líder en España.
José María García, célebre periodista radifónico español, fue su primer editor, hasta que en febrero de 1977, la revista publicó una portada que generó controversias. A raíz de sucesos ocurridos en un partido celebrado en el Camp Nou, entre el Málaga CF y FC Barcelona, que resultó en una expulsión a Johan Cruyff, invasión de campo y agresión al árbitro del partido, Ricardo Melero, García publica la portada titulada "La Semana de la Cruycifixión." Dicho ejemplar utiliza un fotomontaje de la cara de Cruyff sobrepuesta en el Cristo de Velázquez. A raíz de las innumerables críticas al grupo editor, especialmente de la España Católica, García dimite de su puesto, y el grupo editorial pide disculpas públicas.
A finales de los años 70, Don Balón, se aleja de la predisposición a contratar únicamente directores hombres, que existía en el periodismo deportivo en España y nombra a Mercedes Milá a un puesto de mando en la revista, convirtiéndose en una de las primeras mujeres en lograr un puesto directivo en el periodismo español. Durante los años grandes nombres del periodismo español, como: Juan Pedro Martínez, José María Casanovas, o, J. J. González, han ejercido puesto de director de dicho medio.
El 29 de agosto de 2011 se publica la última edición impresa de la revista. La situación económica de la empresa editora era delicada, y el 11 de septiembre del mencionado año, informa a sus lectores a través de un mensaje en Twitter, el cese de impresión y circulación.
Tres años después de haber cesado operación y circulación impresa, y con motivo de celebración de los 40 años de la impresión de su primera portada, el 18 de marzo de 2015, numerosas personalidades del mundo del fútbol visitaron la Antigua Fábrica Damm para una noche de celebración. La empresa Football Lab Ltd. apostó por Don Balón, anunciaba el inicio de una nueva etapa; Don Balón en versión digital y modernizada.
Desde su "re-lanzamiento" Don Balón ha logrado establecerse como el medio digital líder de fútbol español para los aficionados de habla hispana. Con más de 115,000 seguidores en su perfil de Facebook, y más de 40 millones de páginas visitadas al mes, en el 2019, según Google Analytics.

## Galardones
- Premio Don Balón

A partir de 1976, se otorgó el Premio Don Balón. Dicha gala anual, se celebraba cada verano, y, premiaba a los mejores de La Liga española de fútbol, en función de las puntuaciones periodísticas dadas a los futbolistas a lo largo de cada uno de los partidos de la última temporada futbolística. El premio, considerado uno de los más prestigiosos del fútbol español, contaba con diversas categorías: al mejor futbolista español, al mejor futbolista extranjero de La Liga española, al mejor árbitro español y al jugador revelación de la Liga española, entre otras distinciones.
Estos galardones, que también tenían en cuenta criterios periodísticos, los recibieron las grandes estrellas del fútbol español por aquel entonces como Zidane, Riquelme, Forlan, Messi, Figo, Rivaldo, Ronaldo o Raúl González. Estos premios y galas, se celebraron y entregaron de manera ininterrumpida hasta su cierre en 2011.

### Premiados por Premios Don Balón (1975 - 2009)
| Temporada | Mejor futbolista español              | Mejor extranjero          | Jugador revelación            | Mejor entrenador               | Mejor árbitro              |
| --------- | ------------------------------------- | ------------------------- | ----------------------------- | ------------------------------ | -------------------------- |
| 1975-76   | Miguel Ángel González (RM)            | Johan Neeskens (FCB)      | -                             | Miljan Miljanić (RM)           | -                          |
| 1976-77   | Juan Gómez 'Juanito' (BUR)            | Johan Cruyff (FCB)        | -                             | Luís Aragonés (ATM)            | -                          |
| 1977-78   | Miguel Bianquetti 'Migueli' (FCB)     | Johan Cruyff (FCB)        | -                             | Luis Molowny (RM)              | -                          |
| 1978-79   | Enrique Castro 'Quini' (SPO)          | Uli Stielike (RM)         | -                             | Luis Molowny (RM)              | -                          |
| 1979-80   | Rafael Gordillo (BET)                 | Uli Stielike (RM)         | -                             | Luis Molowny (RM)              | -                          |
| 1980-81   | Francisco Javier Glez. 'Urruti' (ESP) | Uli Stielike (RM)         | -                             | Alberto Ormaetxea (RSOC)       | -                          |
| 1981-82   | Miguel Tendillo (VAL)                 | Uli Stielike (RM)         | -                             | Alberto Ormaetxea (RSOC)       | -                          |
| 1982-83   | Juan Señor (ZAR)                      | Juan Barbas (ZAR)         | -                             | Javier Clemente (ATH)          | -                          |
| 1983-84   | Manuel Cervantes (MUR)                | Juan Barbas (ZAR)         | -                             | Javier Clemente (ATH)          | -                          |
| 1984-85   | Miguel Bianquetti 'Migueli' (FCB)     | Bernd Schuster (FCB)      | -                             | Terry Venables (FCB)           | -                          |
| 1985-86   | José Miguel Glez. 'Míchel' (RM)       | Jorge Valdano (RM)        | Juan Carlos (VAD)             | Luis Molowny (RM)              | Emilio Carlos Guruceta     |
| 1986-87   | Andoni Zubizarreta (FCB)              | Hugo Sánchez (RM)         | Ernesto Valverde (ESP)        | Javier Clemente (ESP)          | Emilio Carlos Guruceta     |
| 1987-88   | Juan Antonio Larrañaga (RSOC)         | Alemão (ATM)              | Sebastián Losada (ESP)        | Leo Beenhakker (RM)            | Emilio Soriano Aladrén     |
| 1988-89   | Fernando Gómez (VAL)                  | Oscar Ruggeri (LOG)       | Luís Milla (FCB)              | John Benjamin Toshack (RSOC)   | Victoriano Sánchez Arminio |
| 1989-90   | Rafael Martín Vázquez (RM)            | Hugo Sánchez (RM)         | Pedro (LOG)                   | John Benjamin Toshack (RM)     | Emilio Soriano Aladrén     |
| 1990-91   | Jon Andoni Goikoetxea (FCB)           | Bernd Schuster (ATM)      | Luis Enrique Martínez (SPO)   | Johan Cruyff (FCB)             | Ildefonso Urízar Azpitarte |
| 1991-92   | Agustín Elduayen (BUR)                | Michael Laudrup (FCB)     | Delfí Geli (ALB)              | Johan Cruyff (FCB)             | Raúl García de Loza        |
| 1992-93   | Fran González (DEP)                   | Miroslav Đukić (DEP)      | Julen Guerrero (ATH)          | Arsenio Iglesias (DEP)         | Juan Andújar Oliver        |
| 1993-94   | Julen Guerrero (ATH)                  | Romario (FCB)             | Sergi Barjuán (FCB)           | Víctor Fernández (ZAR)         | López Nieto                |
| 1994-95   | José Emilio Amavisca (RM)             | Iván Zamorano (RM)        | Raúl González (RM)            | Arsenio Iglesias (DEP)         | Arturo Daudén Ibáñez       |
| 1995-96   | José Luis Pérez Caminero (ATM)        | Predrag Mijatović (VAL)   | Iván De la Peña (FCB)         | Radomir Antić (ATM)            | López Nieto                |
| 1996-97   | Raúl González (RM)                    | Ronaldo (FCB)             | Víctor Manuel Fernández (VAD) | Vicente Cantatore (VAD)        | Manuel Mejuto González     |
| 1997-98   | Alfonso Pérez (BET)                   | Rivaldo (FCB)             | Albert Celades (FCB)          | Javier Irureta (CEL)           | José María García Aranda   |
| 1998-99   | Raúl González (RM)                    | Luís Figo (FCB)           | Xavi Hernández (FCB)          | Héctor Cúper (MALL)            | Manuel Mejuto González     |
| 1999-00   | Raúl González (RM)                    | Luís Figo (FCB)           | Iker Casillas (RM)            | Javier Irureta (DEP)           | López Nieto                |
| 2000-01   | Raúl González (RM)                    | Luís Figo (RM)            | Carles Puyol (FCB)            | José Manuel Esnal 'Mané' (ALA) | José María García Aranda   |
| 2001-02   | Raúl González (RM)                    | Zinedine Zidane (RM)      | Joaquín (BET)                 | Rafael Benítez (VAL)           | López Nieto                |
| 2002-03   | Xabi Alonso (RSOC)                    | Nihat Kahveci (RSOC)      | Thiago Motta (FCB)            | Raynald Denoueix (RSOC)        | Manuel Mejuto González     |
| 2003-04   | Vicente Rodríguez (VAL)               | Ronaldinho (FCB)          | Júlio Baptista (SEV)          | Javier Irureta (DEP)           | César Muñiz Fernández      |
| 2004-05   | Xavi Hernández (FCB)                  | Juan Román Riquelme (VIL) | Sergio Ramos (SEV)            | Frank Rijkaard (FCB)           | Alberto Undiano Mallenco   |
| 2005-06   | David Villa (VAL)                     | Ronaldinho (FCB)          | Raúl Albiol (VAL)             | Frank Rijkaard (FCB)           | Manuel Mejuto González     |
| 2006-07   | Santi Cazorla (REC)                   | Lionel Messi (FCB)        | Alexis Ruano (GET)            | Juande Ramos (SEV)             | Alberto Undiano Mallenco   |
| 2007-08   | Marcos Senna (VIL)                    | Sergio Agüero (ATM)       | Bojan Krkić (FCB)             | Gregorio Manzano (MALL)        | Manuel Mejuto González     |
| 2008-09   | Andrés Iniesta (FCB)                  | Lionel Messi (FCB)        | Gerard Piqué (FCB)            | Josep Guardiola (FCB)          | Miguel Ángel Pérez Lasa    |

- Trofeo Invicto Don Balón

Desde 2001, el Trofeo Invicto Don Balón es un premio futbolístico que, cada año Don Balón otorga al equipo que se ha mantenido invicto durante más jornadas en el fútbol español (Primera división, Segunda división, Segunda B yTercera División). Desde la creación del trofeo, el récord est 35 partidos conseguidos por el Club de Fútbol Atlético Ciudad y el Club Deportivo Mirandés.

#### Ganadores Trofeo Invicto Don Balón (2001 - 2011)
| Temporada | Equipo                    | División             | Partidos invictos |
| --------- | ------------------------- | -------------------- | ----------------- |
| 2001-02   | SD Noja                   | Tercera, grupo III   | 31 partidos       |
| 2002-03   | CD Mirandés               | Tercera, grupo XV    | 35 partidos       |
| 2003-04   | Real Oviedo               | Tercera, grupo II    | 25 partidos       |
| 2004-05   | Águilas CF                | Tercera, grupo XIII  | 17 partidos       |
| 2005-06   | Arenas de Armilla         | Tercera, grupo IX    | 31 partidos       |
| 2006-07   | UB Conquense              | Tercera, grupo XVIII | 26 partidos       |
| 2007-08   | Atlético Ciudad           | Tercera, grupo XIII  | 35 partidos       |
| 2008-09   | Gimnástica de Torrelavega | Tercera, grupo III   | 29 partidos       |
| 2009-10   | Oyonesa                   | Tercera, grupo XVI   | 25 partidos       |
| 2010-11   | Valencia Mestalla         | Tercera, grupo VI    | 20 partidos       |

- Botín de Oro Americano

Don Balón entrega anualmente el premio al Máximo Goleador de América, conocido como Botín de Oro Americano.
- Premios Literarios Don Balón

Además, Don Balón concedió entre 1984 y 1997 los Premios Literarios Don Balón, que constaban de dos modalidades: el Premio Don Balón de Novela y Ensayo y el Premio de poesía deportiva Juan Antonio Samaranch. En el año 2010, Don Balón empezó a colaborar con el juego mánager en línea Netliga, cediendo sus puntuaciones del ranking Don Balón al mismo.